# Богашева Наталія Владиславівна
Богашева Наталія Владиславівна (нар. 17 грудня 1960, місто Інта, Комі АРСР, Росія) — український політик.

## Освіта
Київський політехнічний інститут (1984), інженер-системотехнік, «Електронні обчислювальні машини»; Київський національний університет імені Тараса Шевченка (2000), юрист, «Правознавство».

## Трудова діяльність
- 12.1978-09.1979 — бухгалтер Центральної аптеки № 7 Шевченківського району міста Києва.
- 09.1979-09.1981 — технік-електрик, технік-конструктор, Київського заводу автоматики імені Петровського.
- 09.1981-09.1993 — інженер, інженер-електрик Київського спеціального конструкторсько-технологічного бюро «Дніпро».
- 09.1993-01.1994 — судовий виконавець Жовтневого районного суду Управління юстиції Київської міськдержадміністрації.
- 02.-06.1994 — виконавчій директор українсько-канадського спільного підприємства «Теолта-К», місто Київ.
- 06.1994-03.1999 — референт, в.о. керівника оргвідділу, керівник оргвідділу секретаріату НРУ.
- 03.1999-05.2006 — помічник-консультант народного депутата України.
- 11.2007-01.2008 — радник Президента України[2][3].
- 12.2007-03.2010 — заступник Міністра юстиції України[4][5].

Народний депутат України 5 скликання з 04.2006-06.2007 від Блоку «Наша Україна», № 76 в списку. На час виборів: помічник-консультант народного депутата України, член партії Народний союз «Наша Україна». Голова підкомітету з питань виборчого законодавства та об'єднання громадян Комітету з питань державного будівництва, регіональної політики та місцевого самоврядування (з 07.2006), член фракції Блоку «Наша Україна» (з 04.2006). Склала депутатські повноваження 15.06.2007.
Була членом партії «Наша Україна».
Державний службовець 5-го рангу (12.2007), 4-го рангу (01.2009).
Є однією з розробників проекту Виборчого кодексу України.